# Adolphe Belot
Pour les articles homonymes, voir Belot.
 (janvier 2024).
Si vous disposez d'ouvrages ou d'articles de référence ou si vous connaissez des sites web de qualité traitant du thème abordé ici, merci de compléter l'article en donnant les références utiles à sa vérifiabilité et en les liant à la section « Notes et références ».
Louis Marc Adolphe Belot, né le 6 novembre 1829 à Pointe-à-Pitre et mort le 18 décembre 1890 à Paris 8e, est un dramaturge et romancier français.

## Biographie
Fils d'un avoué auprès du tribunal de Pointe-à-Pitre, originaire du Havre, Adolphe Belot est élevé en métropole au collège Sainte-Barbe, avant de faire sa licence à la Faculté de droit de Paris et de s'inscrire en 1854 au tableau des avocats de Nancy.
Après plusieurs voyages dans les deux Amériques, il s’adonna aux lettres, en publiant, en 1855, le Châtiment, avant d’aborder le théâtre avec une comédie intitulée À la campagne (1857). En 1859, il donna, en collaboration avec Edmond Villetard, le Testament de César Girodot, une des bonnes pièces du répertoire de l’Odéon, pièce qui compta plus de 500 représentations.
Belot écrivait de la littérature populaire à caractère, sinon érotique, du moins « coquin », comme Mademoiselle Giraud, ma femme, œuvre originale, bizarre, immorale, selon les uns, morale selon les autres, qui obtint une immense succès de curiosité et un tirage de 33 éditions, soit 66 000 exemplaires (1870).
Par ailleurs, Jules Clarétie écrit dans ses mémoires qu'il était très lié à Ernest Baroche.
Mort d'une congestion pulmonaire à l'âge de 61 ans, Adolphe Belot était père de deux filles : Marthe et Jeanne qui deviendra comédienne sous le nom de Mlle Belly en entrant dans la troupe du théâtre de l'Odéon. Elle succombe, à 25 ans, aux suites de la fièvre typhoïde en janvier 1899. Il était chevalier de la Légion d'honneur, par décret du 7 août 1867.

## Théâtre
- 1859 : Un secret de famille, 5 actes, Théâtre de l'Ambigu
- 1860 : La Vengeance du mari, 3 actes, Théâtre de l'Odéon
- 1861 : Les Parents terribles, 3 actes, en collaboration avec Léon Journault, Théâtre de l'Odéon
- 1862 : Les Maris à système, 3 actes, Théâtre du Gymnase
- 1862 : Le Vrai Courage, 2 actes, Théâtre du Vaudeville
- 1863 : Les Indifférents, 4 actes, Théâtre de l'Odéon
- 1865 : Le Passé de M. Jouanne, 4 actes, en collaboration avec Henri Crisafulli, Théâtre du Gymnase
- 1865 : L’Habitude et le souvenir, 4 actes, Théâtre du Vaudeville
- 1867 : La Vénus de Gordes, avec Ernest Daudet
- 1867 : Les Souvenirs, 4 actes, Théâtre du Vaudeville
- 1868 : Le Drame de la rue de la Paix, 5 actes, Théâtre de l'Odéon
- 1868 : Miss Multon, 3 actes, avec Eugène Nus[7], Théâtre du Vaudeville, 150 représentations
- 1869 : La Leçon du jour, 4 actes, avec Eugène Nus, Théâtre du Vaudeville
- 1871 : L’Article 47, 5 actes, Théâtre de l’Ambigu, 100 représentations
- 1873 : La Marquise, 4 actes, avec Eugène Nus, Théatre du Gymnase
- 1876 : Fromont jeune et Risler aîné, 5 actes, (adaptation du roman éponyme d'Alphonse Daudet), Théâtre du Vaudeville
- 1880 : Les Étrangleurs de Paris, drame en 5 actes et 12 tableaux, théâtre de la Porte Saint-Martin (17 mars)
- 1885 : Sapho, 5 actes, (adaptation du roman d'Alphonse Daudet), Théâtre du Gymnase, pièce entrée au répertoire de la Comédie-Française en 1912

## Nouvelles et romans
- Marthe
- Un cas de conscience

Publicité pour Les Cravates blanches.

- La Vénus de Gordes, en collaboration avec Ernest Daudet, Édouard Dentu, Paris
- Le Secret terrible - En collaboration avec Jules Dautin, Édouard Dentu, Paris
- Le Parricide - En collaboration avec Jules Dautin, Édouard Dentu, Paris
- Dacolard et Lubin (suite et Fin du Parricide) en collaboration avec Jules Dautin, Édouard Dentu, Paris
- La Sultane parisienne, Édouard Dentu, Paris
- Nouvelles, 1857
- Trois nouvelles, 1863
- Le Drame de la rue de la Paix, Michel Lévy frères, Paris, 1867
- L'Article 47 (La fille de couleur ; Le journal d'une jeune fille ; La haute police), Édouard Dentu, Paris, 1870
- Mademoiselle Giraud, ma femme, 1870 ; réédition Classiques Garnier, 2020 (édition de Sophie Ménard)
- La Femme de feu, 1872
- Hélène et Mathilde, 1874
- Deux Femmes, 1874, Édouard Dentu, Paris
- Les Mystères mondains, Édouard Dentu, Paris, 1875
- Les Baigneuses de Trouville (suite des Mystères mondains), Édouard Dentu, Paris, 1875.
- Les Folies de jeunesse, Édouard Dentu, Paris, 1876, réed. coll. « Les maîtres du roman », 1890
- Mme Vittel et Mlle Lelièvre (Suite des Baigneuses de Trouville), Édouard Dentu, Paris, 1877
- Une maison centrale de femmes, (Fin des Mystères mondains), Édouard Dentu, Paris
- La Fièvre de l'inconnu, (suite de La Sultane parisienne), Édouard Dentu, Paris, 1878
- La Vénus noire (suite et fin de la Sultane parisienne), Édouard Dentu, Paris 1878
- La Femme de glace, Édouard Dentu, Paris, 1879
- Une joueuse, Édouard Dentu, Paris (1879)
- Les Étrangleurs de Paris, Édouard Dentu, Paris, 1879
- Le Roi des Grecs, 2 vol., Édouard Dentu, Paris, 1881
- La Princesse Sophia, Édouard Dentu, Paris, 1882
- Reine de beauté (suite de la Princesse Sophia), Édouard Dentu, Paris, 1882
- La Bouche de Madame X***, 1882
- Les Fugitives de Vienne (les deux brunes / Après la lettre / Le lit / Une touffe de lis / Les cercles de Paris), Édouard Dentu 1883
- La Tête du Ponte, Édouard Dentu, Paris, 1884
- Le Pigeon, 1884
- La Couleuvre, Édouard Dentu, Paris (1885)
- Une affolée d'amour, Édouard Dentu, Paris 1885 (publié sous forme de roman-feuilleton dans Le Matin du 23 octobre 1884 au 17 janvier 1885)
- Adulter. Dernière aventure parisienne, 1885
- Les Cravates blanches, Édouard Dentu 1886
- Courtisane, roman parisien, Édouard Dentu, Paris 1886
- Alphonsine, Édouard Dentu, Paris, 1887
- Mélinite, 1888
- Bon Ami, 1889
- Cinq Cents femmes pour un homme, Édouard Dentu, Paris, 1889
- Les Boutons de rose, Édouard Dentu, Paris, 1890
- Chère Adorée, 1890
- Une femme du monde à Saint-Lazare, Édouard Dentu, Paris 1891
- La Petite Couleuvre, 1891
- P'tit homme, 1892
- Les Stations de l’Amour : Lettres de l’Inde et de Paris, L’Île des Pingouins, 1896, 172 p.   (Wikisource), roman érotique
- Select luxure, ou Variation sur toute la lyre, par l’auteur de la passion de Gilberte, 1912

## Adaptations cinématographiques
- 1912 : Sapho d'Emile Chautard, d'après la pièce Sapho d'Adolphe Belot et Alphonse Daudet (1885)
- 1913 : The Stranglers of Paris de James Gordon, d'après le roman Les Étrangleurs de Paris d'Adolphe Belot (1879)
- 1920 : The Grip of Iron de Bert Haldane, d'après le roman Les Étrangleurs de Paris d'Adolphe Belot (1879)
- 1934 : Sapho de Léonce Perret, d'après la pièce Sapho d'Adolphe Belot et Alphonse Daudet (1885).